# Ердеруд, Андерс
Свен Андерс Ердеруд (швед. Sven Anders Gärderud, род. 28 августа 1946, Стокгольм) — шведский легкоатлет (бег на средние и длинные дистанции), серебряный призёр чемпионата Европы, чемпион летних Олимпийских игр 1976 года в Монреале, участник трёх Олимпиад, мировой и олимпийский рекордсмен.

## Биография
В 1964 году Ердеруд стал победителем Европейских юниорских легкоатлетических игр в беге на 1500 метров с препятствиями.
На летних Олимпийских играх 1968 года в Мехико Ердеруд выступал в беге на 800 и 1500 метров. В обоих видах он выбыл из борьбы после предварительных забегов.
На следующей летней Олимпиаде в Мюнхене Ердеруд выступал в беге на 3000 метров с препятствиями и беге на 5000 метров. И в этот раз его выступление было столь же неудачным, как и на предыдущих Играх — он снова вынужден был завершить борьбу после предварительных забегов.
На последней для себя летней Олимпиаде 1976 года в Монреале Ердеруд выступил наиболее успешно. Он представлял свою страну в беге на 3000 метров с препятствиями. В финальном забеге он пробежал дистанцию за 8:08,02 секунды (мировой рекорд), опередив серебряного призёра поляка Бронислава Малиновского (8:09,11 с), и бронзового медалиста, представителя ГДР Франка Баумгартля (8:10,36 с).